# 佩德罗·米列特
佩德罗·米列特（西班牙語：Pedro Millet，1952年5月27日—），生于巴塞罗那，西班牙男子帆船运动员。他曾代表西班牙参加1976年夏季奥林匹克运动会帆船比赛，联同安东尼奥·戈罗斯特吉获得470级银牌。